# San Bartolomé Yucuañe
San Bartolomé Yucuañe è un comune del Messico, situato nello stato di Oaxaca.